# رامون نومار
رامون نومار (بالإسبانية: Ramón Nomar) ولد في 9 يناير 1974 هو ممثل إباحي إسباني. بدأ مسيرته الإباحية في سن 23 عامًا و عمل مع منتجي الأفلام الإباحية Reality Kings و برازرز . إنه واحد من أكثر الممثلين شعبية في صناعة الإباحية. 

## روابط خارجية
- رامون نومار على موقع IMDb (الإنجليزية)
- رامون نومار على موقع تيرنر كلاسيك موفيز (الإنجليزية)
- رامون نومار على موقع قاعدة بيانات الفيلم (الإنجليزية)
- رامون نومار على موقع ليتربوكسد (الإنجليزية)
- رامون نومار على موقع كينوبويسك (الروسية)